# Maison natale de Descartes
La maison natale de Descartes est un monument situé à Descartes (Indre-et-Loire) qui est devenu musée labelisé « Musée de France » et « Maisons des Illustres ».

## Historique
René Descartes est né à La Haye en Touraine, devenu Descartes, le 31 mars 1596. Sa maison natale, bâtisse datant en partie du XVIe siècle, est inscrite au titre des monuments historiques par arrêté du 25 mars 1949 et a été transformée en musée en 1974.
Le musée, agrandi en 2005, évoque la vie et l’œuvre du philosophe, et brosse un panorama historique et culturel de l'époque (Renaissance et XVIIe siècle). En 2012, le musée a obtenu le label des Maisons des Illustres.